# Gamila
Gamila, czasem Gamila I (gr. Γκαμήλα) – szczyt w północno-zachodniej Grecji, jeden z najwyższych w górach Pindos. Najwyższy szczyt masywu Tymfi.